# Lee Carsley
Lee Kevin Carsley, född 28 februari 1974 i Birmingham, är en irländsk före detta fotbollsspelare och numera tränare. Carsley har även spelat för Derby County, Blackburn Rovers, Everton och Birmingham City. Han har spelat för Irlands landslag och han medverkade i VM 2002.